# ماریکو شیگا
ماریکو شیگا (انگلیسی: Mariko Shiga; ۲۴ دسامبر ۱۹۶۹ – ۲۳ نوامبر ۱۹۸۹) خواننده، صداپیشه، و بازیگر اهل ژاپن بود. وی بین سال‌های ۱۹۸۴ تا ۱۹۸۸ میلادی فعالیت می‌کرد.